# Gianni Versace

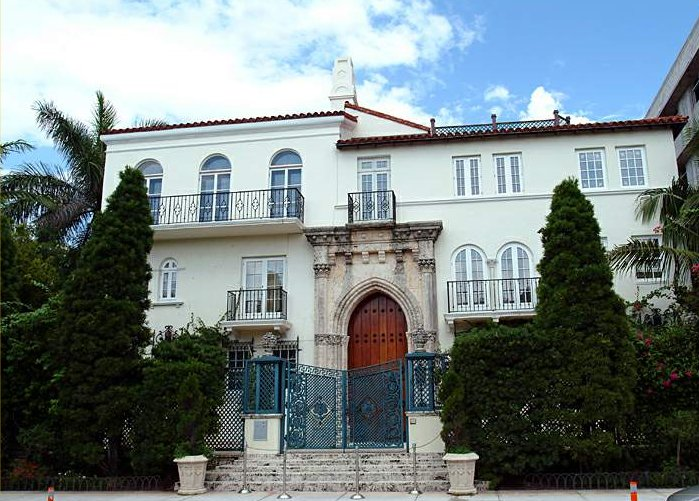
Casa Casuarina, Versaces huis in Miami Beach (Florida)

Giovanni (Gianni) Maria Versace (Reggio Calabria, 2 december 1946 – Miami, 15 juli 1997) was een Italiaans modeontwerper.
Gianni Versace groeide samen met zijn oudere broer Santo en jongere zus Donatella op bij zijn vader en moeder Francesca, die kleermaakster was. Een oudere zus, Tina, overleed op haar twaalfde aan een tetanusbesmetting.

## Carrière in de mode
Als kind hielp Gianni zijn moeder bij het uitzoeken van edelstenen en goudvlechtwerk voor borduursels en op een gegeven moment verkocht zijn moeder in haar couturehuis ook Gianni's ontwerpen.
In 1972 kreeg Versace bij Fiori Fiorentini in Lucca de kans een breiwerkcollectie te ontwerpen en hij trok hiermee de aandacht van Donatella Girombelli, die besloot hem aan te nemen als huisontwerper van modehuis Genny and Callaghan. Als freelancer werkte Gianni vervolgens voor verschillende labels: De Parisi, Genny, Callaghan, Alma en Complice waar hij in 1974 leer- en suèdecollecties verzorgde.
In 1978 tekende Versace een eerste eigen collectie en opende hij met zijn broer Santo een boetiek aan de Via della Spiga te Milaan, waar ook andere modelabels werden verkocht. Hiermee was de oprichting van het modehuis Versace een feit.
In 1979 trok zijn eerste losse maar elegante mannenmodelijn enkele bekende klanten, zoals Woody Allen, Bruce Springsteen en Andy Warhol, maar ook zijn vrouwenlijn met jungleprints kreeg datzelfde jaar al grote belangstelling. Opmerkelijke stukken uit zijn collectie 1982 waren de leren broeken en de rijbroeken die leer en zijde combineerden. In 1984 verwerkte hij gebreid metaal en achthoekige stalen ringetjes tot zeemeerminnenjurken.
Vanaf 1982 tekende Versace naast de reguliere collecties ook voor ballet, toneel en andere voorstellingen. Na een geroemde kostumering van het ballet "Josephlegende" van Richard Strauss voor de Scala van Milaan, ontwierp hij onder andere voor Maurice Béjart, William Forsythe, Elton John, het New York City Ballet en de San Francisco Opera. In 1985 nam Versace Instante over, met als doel ook een jonger en minder gefortuneerd publiek aan te spreken. Gianni lanceerde in 1989 de nevenlijn Versus die door zijn zus Donatella was geproduceerd.
In 1994 had de groep wereldwijd een veertigtal winkels, maar de verovering van Noord-Amerika via Versus zou pas bereikt worden nadat het label zich op verschillende New Yorkse designershows ging profileren en de groep 8% van de direct sales besteedde aan promotie. Dit aandeel zou overigens vanaf 1997 weer drastisch worden verlaagd.

## Erkenning
In 1986 werd Versace door de Italiaanse president Francesco Cossiga onderscheiden als Commandeur in de Orde van Verdienste. Hij ontving de Grande Médaille de Vermeil de la ville de Paris uit handen van de burgemeester van Parijs, Jacques Chirac.

## Overlijden
Op 15 juli 1997 werd Versace vermoord voor zijn huis Casa Casuarina in Florida. Hij liet zijn partner Antonio D'Amico achter, met wie hij sinds 1982 een relatie had. Versace was het vijfde dodelijke slachtoffer van de seriemoordenaar Andrew Cunanan, die daarna zelfmoord pleegde.
Op de begrafenis verschenen vele bekende personen en popsterren, onder wie prinses Diana en Elton John, die zijn album The Big Picture (1997) aan de vermoorde couturier opdroeg. Gianni Versace is begraven op zijn landgoed aan het Comomeer.
- Bibsys: 2081887
- Bibliothèque nationale de France: cb14042813k (data)
- Catàleg d'autoritats de noms i títols de Catalunya: 981058515402706706
- CiNii: DA08248815
- Gemeinsame Normdatei: 119216604
- International Standard Name Identifier: 0000 0000 8084 7404
- KulturNav: c178882d-46c7-49e6-9f3a-af96e0714527
- Library of Congress Control Number: n88621302
- Nationale Bibliotheek van Letland: 000143058
- Bibliotheek van het Japanse parlement: 00715887
- National Gallery of Victoria: 8635
- Nationale Bibliotheek van Tsjechië: jn20000701892
- Nationale Bibliotheek van Israël: 987007432976805171
- Nationale Bibliotheek van Polen: a0000002700720
- Nederlandse Thesaurus van Auteursnamen: 126181756
- Réseau des bibliothèques de Suisse occidentale: 02-A003939246
- RKD-Nederlands Instituut voor Kunstgeschiedenis: 115171
- LIBRIS: 268122
- SNAC: w6gx4wcp
- Système universitaire de documentation: 050245090
- Museum of New Zealand Te Papa Tongarewa: 29483
- Union List of Artist Names: 500100898
- Virtual International Authority File: 5133380
- WorldCat: E39PBJymBH9wJDFCr84qCcJYyd